# Südkoreanische Badmintonmeisterschaft 1993
Die Südkoreanische Badmintonmeisterschaft 1993 fand vom 30. November bis zum 4. Dezember 1993 in Seoul statt. Es war die 36. Auflage der Titelkämpfe.

## Austragungsort
- Korea National Sports University

## Medaillengewinner
| Disziplin    | Gold                        | Silber                      | Bronze                       |
| ------------ | --------------------------- | --------------------------- | ---------------------------- |
| Herreneinzel | Park Sung-woo               | Lee Kwang-jin               | Jung Don-won                 |
| Herreneinzel | Park Sung-woo               | Lee Kwang-jin               | Lee Yong-sun                 |
| Dameneinzel  | Bang Soo-hyun               | Kim Ji-hyun                 | Jung Eun-hwa                 |
| Dameneinzel  | Bang Soo-hyun               | Kim Ji-hyun                 | Ra Kyung-min                 |
| Herrendoppel | Choi Ji-tae Kim Young-gil   | Lee Kwang-jin Kim Yong-ho   | Kim Joong-suk Kim Hee-chun   |
| Herrendoppel | Choi Ji-tae Kim Young-gil   | Lee Kwang-jin Kim Yong-ho   | Kim Jong-woong Shon Jin-hwan |
| Damendoppel  | Shim Eun-jung Kim Mee-hyang | Kim Shin-young Jang Hye-ock | Gil Young-ah Kang Bok-seung  |
| Damendoppel  | Shim Eun-jung Kim Mee-hyang | Kim Shin-young Jang Hye-ock | Jung Eun-hwa Kim Ji-hyun     |
| Mixed        | Ha Tae-kwon Kim Shin-young  | Yoo Yong-sung Jang Hye-ock  | Nam Cheol-hwan Kim Hyun-sook |
| Mixed        | Ha Tae-kwon Kim Shin-young  | Yoo Yong-sung Jang Hye-ock  | Lee Kwang-jin Kim Mee-hyang  |